# Cribrilaria paschalis
Cribrilaria paschalis är en mossdjursart som beskrevs av Moyano 1973. Cribrilaria paschalis ingår i släktet Cribrilaria och familjen Cribrilinidae. Inga underarter finns listade i Catalogue of Life.